# Obieg siarki w przyrodzie
Cykl siarki, obieg siarki w przyrodzie – cykl biogeochemiczny, który opisuje cyrkulację siarki i jej związków chemicznych w biosferze.
Siarka w przyrodzie występuje w mineralnej postaci czystej oraz związanej. Jej postacie to siarczki metali (np. piryt), siarczany (np. gips), tiosiarczany, rodanki – także w postaci rozpuszczonej w wodzie, w tym glebowej), tlenki siarki (SO2 i SO3), siarkowodór, a także w związkach organicznych (np. cysteina). W biomasie związane jest 6–10×109 t siarki, w siarczanach rozpuszczonych w wodzie morskiej 1,4×1015 t.

## Desulfuryzacja związków organicznych
Rozkład materii organicznej prowadzi do powstawania związków siarki na −II stopniu utlenienia, tj. siarkowodoru i jego związków (siarczków), takich jak tlenosiarczek węgla (COS), dwusiarczek węgla (CS2) i wydzielany głównie przez morski fitoplankton siarczek dimetylu (DMS, (CH3)2S). W większości są to gazy (mogą wchodzić w skład biogazu), czasem szybko wiązane w siarczki metali. Redukcję organicznych związków siarki i siarczanów (desulfuryzacja, desulfurykacja) przeprowadzają niektóre bakterie beztlenowe.

## Utlenianie siarczków
Zredukowane związki siarki utleniane są do siarki na stopniu utlenienia 0 (siarka rodzima) i VI (siarczany). Utlenianie może zachodzić samoistnie pod wpływem tlenu, jednak często jest przeprowadzane przez bakterie purpurowe i zielone (Chromatium, Chlorobium, Etothiorhodospora) bez udziału tlenu (powstają wówczas złoża siarki rodzimej) lub z udziałem tlenu przez tiobakterie (Beggiatoa, Thiothrix, Thiovolum, Thiobacillus) albo archeony (Sulfolobus), kiedy powstają siarczany. W przypadku Thiobacillus denitrificans utleniaczem są azotany (zachodzi denitryfikacja), a w przypadku Thiobacillus thiooxidans produktem jest kwas siarkowy (jest to skrajny acydofil). Bakterie utleniające w ten sposób siarkę są określane zbiorczo jako bakterie siarkowe.

## Redukcja siarczanów i siarki rodzimej (asymilacja)
Siarczany rozpuszczalne w wodzie są główną postacią siarki występującą w przyrodzie i są jej głównym źródłem dostępnym dla roślin. W komórkach roślinnych siarczany są redukowane do tioli, a te wbudowywane w aminokwasy i białka. Siarczany są też redukowane do siarczków lub siarkowodoru w warunkach beztlenowych (w głębokich wodach, glebie – zwłaszcza bagiennej) przez anaerobowe bakterie desulfuryzacyjne (Desulfovibrio, Desulfomaculatum, Desulfomonas), utleniając materię organiczną lub wodór. W ten sposób powstają złoża pirytu nadające czarną barwę osadom dennym. Podobnie redukowana jest siarka rodzima. Może dochodzić wtedy do powstawania mniejszych cykli tworzonych przez współżyjące symbiotycznie mikroorganizmy, np. gdy Desulfomonas acetoxidans redukuje siarkę rodzimą do siarkowodoru, a ten jest kosztem energii słonecznej utleniany do siarki przez bakterie zielone. Siarka związana w aminokwasach i białkach może ulec desulfuryzacji wraz z rozkładem martwej materii organicznej lub zostać wchłonięta przez zwierzęta, dla których jest to jej jedyna przyswajalna postać. Po śmierci siarka związana w ciałach zwierząt wraca do obiegu.

## Aerozole siarczanowe
Siarka na stopniu utlenienia IV i VI może występować nie tylko w postaci siarczanów, ale też tlenków siarki (które przechodzą w siarczany pod wpływem wody). W naturalnym obiegu siarki ich udział jest nieznaczny – większe emisje mają miejsce podczas wybuchu wulkanów. Znacznie się zwiększył w wyniku działalności przemysłowej. Tlenki siarki unoszone są przez wiatry, zamieniają w aerozole siarczanowe i opadają w postaci kwaśnych deszczów. Aerozole siarczanowe powstają też na skutek działalności wiatru rozpylającego wodę morską.

## Skład izotopowy
Organizmy żywe preferują lżejszy izotop siarki 32S, przez co w zasobach siarki krążącej w biosferze proporcje w składzie izotopowym są inne niż w naturze nieożywionej. Znajduje to odzwierciedlenie w składzie izotopowym złóż minerałów biogenicznych i abiogenicznych.